# Club Deportivo Logroñés
|  | No s'ha de confondre amb Unión Deportiva Logroñés o Sociedad Deportiva Logroñés. |

El Club Deportivo Logroñés va ser un club de futbol de la ciutat de Logronyo, La Rioja. Va ser fundat el 30 de maig de 1940. En el 2009, després de ser exclòs del grup XVI de la Tercera Divisió per una doble incompareixença, no es troba inscrit a cap competició.
El club exercia de local a l'Estadi Las Gaunas, que va ser inaugurat el 28 de febrer de 2002 i que té una capacitat per a 16.000 espectadors.
Entre els anys 1987 i 1997 visqué la seva millor època amb nou temporades a Primera Divisió.

## Història
Els primers clubs de la ciutat foren la Sociedad Deportiva Logroñesa (1910, més tard anomenada Agrupación Deportiva del Gran Casino), el Logroñés Recreation Club (1912-1922) i el Club Deportivo Logroño (1924-1935).
Després de la desaparició del Club Deportivo Logroño el 1935, i amb el final de la Guerra Civil es va fundar el nou Club Deportivo Logroñés el 30 de maig de 1940 a partir de diferents clubs creats el 1939 (Artillería, Infantería, SEU, Rayo i Junior), inscrivint-se a la federació guipuscoana.. Durant els seus primers deu anys va disputar a Tercera Divisió i després d'aconseguir l'ascens a Segona el 1950, a punt va estar d'ascendir a Primera el 1952, meta que no va aconseguir fins a trenta-cinc anys després, durant els quals va vagar per les diferents categories del futbol espanyol.
Després de l'ascens a Primera el 14 de juny de 1987, el Logroñés es va mantenir vuit temporades consecutives en la màxima categoria, obtenint com a major resultat una setena posició el 1990. L'any 1995 va perdre la categoria però la va tornar a recuperar després d'una magistral temporada a Segona Divisió. La temporada 1996-1997 va ser la darrera del Club Deportivo Logroñés a Primera. Des de llavors, els problemes econòmics es van incrementar i el club va sofrir fins a quatre descensos administratius en els últims vuit anys. Actualment es troba exclòs de la Tercera Divisió per una doble incompareixença.

## Escut
El Club Deportivo Logroñés va heretar l'escut del desaparegut Club Deportivo Logroño; dins d'un cercle negre apareix una estrella de sis puntes blanc-i-vermelles que conté les inicials CDL en el seu interior.
Existeixen diferents teories sobre l'origen del mateix:
- El seu autor va ser Simeón Tejada, que era d'origen jueu, pel que l'estrella de l'escut és similar a l'estrella de David.
- El president l'any 1924 era Saturnino Iñiguez, que estava relacionat amb la maçoneria i l'estrella representa la unió de l'home i de la dona.
- L'estrella simbolitza l'alineació d'un equip de futbol, essent la punta inferior el porter, la segúent una línia de quatre defenses, continua amb dos interiors i acaba amb quatre davanters, reservant la punta superior al porter de l'equip contrari.

## Uniforme
- Uniforme titular: Camiseta blanc-i-vermella, pantaló negre i mitges negres.
- Uniforme alternatiu: Camiseta granat, pantaló blanc i mitges granates.

## Himne
L'himne del Club Deportivo Logroñés és obra de José "Pepe" Eizaga Otañes, amb música de Lorenzo Blasco.
| «                                                 | ¡Aúpa, aúpa el Logroñés, chuta, que chuta, que chuta! ¡Aúpa, aúpa el Logroñés, aúpa, querer es poder! | » |
| — Tornada de l'himne del Club Deportivo Logroñés. | |   |

## Estadi

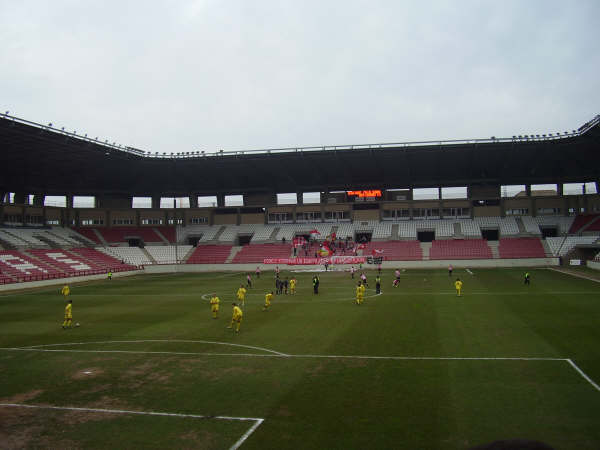
Estadi Las Gaunas

L'Estadi Municipal Las Gaunas o simplement Las Gaunas és l'estadi de futbol on juga els seus partits el CD Logroñés. Està ubicat al sud de Logroño juntament amb el Palau dels Esports de la Rioja.
Va ser inaugurat el 28 de febrer de 2002 amb un partit amistós entre el Logroñés i el Deportivo Alavés. Té una capacitat per a 16.000 espectadors i les dimensions del terreny de joc dón de 104 x 66 metres. Els seients són de color blanc i vermell en honor dels colors del club i formen la inscripció Gaunas.
Des del 1940 fins al 2002, el Logroñés disputava els seus partits en el Camp Municipal Las Gaunas, que va ser inaugurat el 15 de juny de 1924 i estava situat al carrer Avenida Club Deportivo, a pocs metres de l'actual estadi.

## Estadístiques
- Temporades a 1a: 9
  - Millor classificació a la lliga: 7è el 1989-90
  - Pitjor classificació a la lliga: 22è el 1996-97
- Temporades a 2a: 18
- Temporades a 2a B: 11
- Temporades a 3a: 29

## Presidents
- 1940 Manuel Sáinz Marco
- 1941 Estanislao López Romero
- 1942 Jacinto Garrigosa
- 1944 Luis Navarro Garnica
- 1945 José Luis Rabadán
- 1945 Orencio Martínez Asín
- 1948 Alberto Pastor Ibañez
- 1952 Victor Romanos Gonzalo
- 1953 Alfredo Fernández Barinaga
- 1953 Luis Ibarra Landete
- 1954 Victor Romanos Gonzalo
- 1956 Mariano Fernández Torija
- 1958 Jesús Fernández de la Pradilla
- 1961 Alberto Pastor Ibañez
- 1964 Félix Andrés Martínez
- 1968 Cesáreo Remón Armas
- 1973 Emilio Ugarte Landas
- 1974 José Luis Lázaro Carasa
- 1978 Cesáreo Remón Armas
- 1983 Joaquín Negueruela Alonso
- 1988 Marcos Eguizábal Ramírez
- 1996 Emilio Ganuza
- 1999 Julio Jiménez
- 2001 Juan Hortelano Peñalver
- 2003 Jose Luis Martín Berrocal/José Ángel Zalba
- 2004 Juan Hortelano Peñalver
- 2008 Javier Sánchez

## Palmarès
- Campió de Tercera Divisió (6): 1943-44, 1958-59, 1965-66, 1969-70, 1977-78, 2000-01